# Cantone di Vaucouleurs
Il Cantone di Vaucouleurs è una divisione amministrativa dell'arrondissement di Commercy e dell'arrondissement di Bar-le-Duc.
A seguito della riforma approvata con decreto del 17 febbraio 2014, che ha avuto attuazione dopo le elezioni dipartimentali del 2015, è passato da 20 a 47 comuni.

## Composizione
I 20 comuni facenti parte prima della riforma del 2014 erano:
- Brixey-aux-Chanoines
- Burey-en-Vaux
- Burey-la-Côte
- Chalaines
- Champougny
- Épiez-sur-Meuse
- Goussaincourt
- Maxey-sur-Vaise
- Montbras
- Montigny-lès-Vaucouleurs
- Neuville-lès-Vaucouleurs
- Pagny-la-Blanche-Côte
- Rigny-la-Salle
- Rigny-Saint-Martin
- Saint-Germain-sur-Meuse
- Sauvigny
- Sepvigny
- Taillancourt
- Ugny-sur-Meuse
- Vaucouleurs

Dal 2015 i comuni appartenenti al cantone sono i seguenti 47:
- Bovée-sur-Barboure
- Boviolles
- Brixey-aux-Chanoines
- Broussey-en-Blois
- Burey-en-Vaux
- Burey-la-Côte
- Chalaines
- Champougny
- Cousances-lès-Triconville
- Dagonville
- Épiez-sur-Meuse
- Erneville-aux-Bois
- Goussaincourt
- Laneuville-au-Rupt
- Loisey-Culey
- Marson-sur-Barboure
- Maxey-sur-Vaise
- Méligny-le-Grand
- Méligny-le-Petit
- Ménil-la-Horgne
- Montbras
- Montigny-lès-Vaucouleurs
- Naives-en-Blois
- Nançois-le-Grand
- Nançois-sur-Ornain
- Neuville-lès-Vaucouleurs
- Ourches-sur-Meuse
- Pagny-la-Blanche-Côte
- Pagny-sur-Meuse
- Reffroy
- Rigny-la-Salle
- Rigny-Saint-Martin
- Saint-Aubin-sur-Aire
- Saint-Germain-sur-Meuse
- Salmagne
- Saulvaux
- Sauvigny
- Sauvoy
- Sepvigny
- Sorcy-Saint-Martin
- Taillancourt
- Troussey
- Ugny-sur-Meuse
- Vaucouleurs
- Villeroy-sur-Méholle
- Void-Vacon
- Willeroncourt